# Geely Auto

Geely Auto logo used from 2014 to 2019

Geely Auto est la principale marque automobile du groupe chinois Geely. Cotée sous le nom de Geely Automobile Holdings Ltd. à la Hong Kong Stock Exchange et contrôlée par le biais de participations dans Zhejiang Geely Holding Group, Geely Auto est la marque principale de ZGH principalement vendue en Chine et sur certains marchés étrangers.

## Histoire
Geely Auto est la marque originelle du groupe. Les produits Geely Auto sont divisés en trois ères de l'ère 1.0 (1997-2007), l'ère 2.0 (2007-2014), l'ère 3.0 (2014-présent). Avant l'ère 3.0 actuelle, les produits Geely Auto étaient également vendus sous différentes marques, notamment Emgrand, Englon, Gleagle et Shanghai Maple. Après être entrées dans l'ère 3.0, toutes les autres marques ont été abandonnées et leurs produits regroupés sous la marque Geely Auto.
En 2023, les véhicules Geely font leur entrée sur le marché automobile de la Côte d'Ivoire, où ils sont distribués par la Socida, filiale du Groupe Bernard Hayot.

## Plates-formes
Les voitures Geely sont fabriquées à l'aide d'une plate-forme d'architecture modulaire, désignée par les acronymes CMA, BMA, NL, FE et KC.

## Produits

### Actuel
- Série CMA (中国星)
  - 2019 – Geely Xingyue (星越 Xingyue) – crossover compact Fastback CMA
  - 2021 – Geely Xingyue L (星越L Xingyue L) – multi-segment compact CMA
  - 2020 – Geely Xingrui (星瑞 Xingrui) – berline du segment C CMA
- Nouvelle série de modèles
  - 2019 – Geely Jiaji (嘉际 Jiaji) – monospace
  - 2020 – Geely Icon – multi-segment sous-compact BMA
  - 2020 – Geely Haoyue (豪越 Haoyue) – VUS multi-segment intermédiaire
- Série Emgrand (帝豪 Dihao)
  - 2021 – Emgrand S – multi-segment compact
  - 2021 – New Emgrand (全新帝豪 Xin Dihao) – berline compacte BMA
  - 2022 – Emgrand L – berline compacte
- Série Bo (博系)
  - 2016 – Geely Boyue (博越 Boyue) / 2020 – crossover compact Geely Boyue Pro
  - 2022 – Geely Boyue (博越L Boyue L) – VUS compact CMA
  - 2018 – Geely Borui GE (博瑞 Borui GE) – berline du segment D
- Série Bin（缤系）
  - 2018 – Geely Binyue (缤越 Binyue) – multi-segment sous-compact BMA
  - 2018 – Geely Binrui (缤瑞 Binrui) – berline du segment C BMA
- Série Vision (远景 Yuanjing)
  - 2018 – Geely Vision (远景 Yuanjing FC3) – berline compacte
  - 2016 – Vision X6 (远景 Yuanjing X6 SUV) – multi-segment compact
  - 2017 – Vision X3 (远景 Yuanjing X3) – multi-segment sous-compact

## Galerie

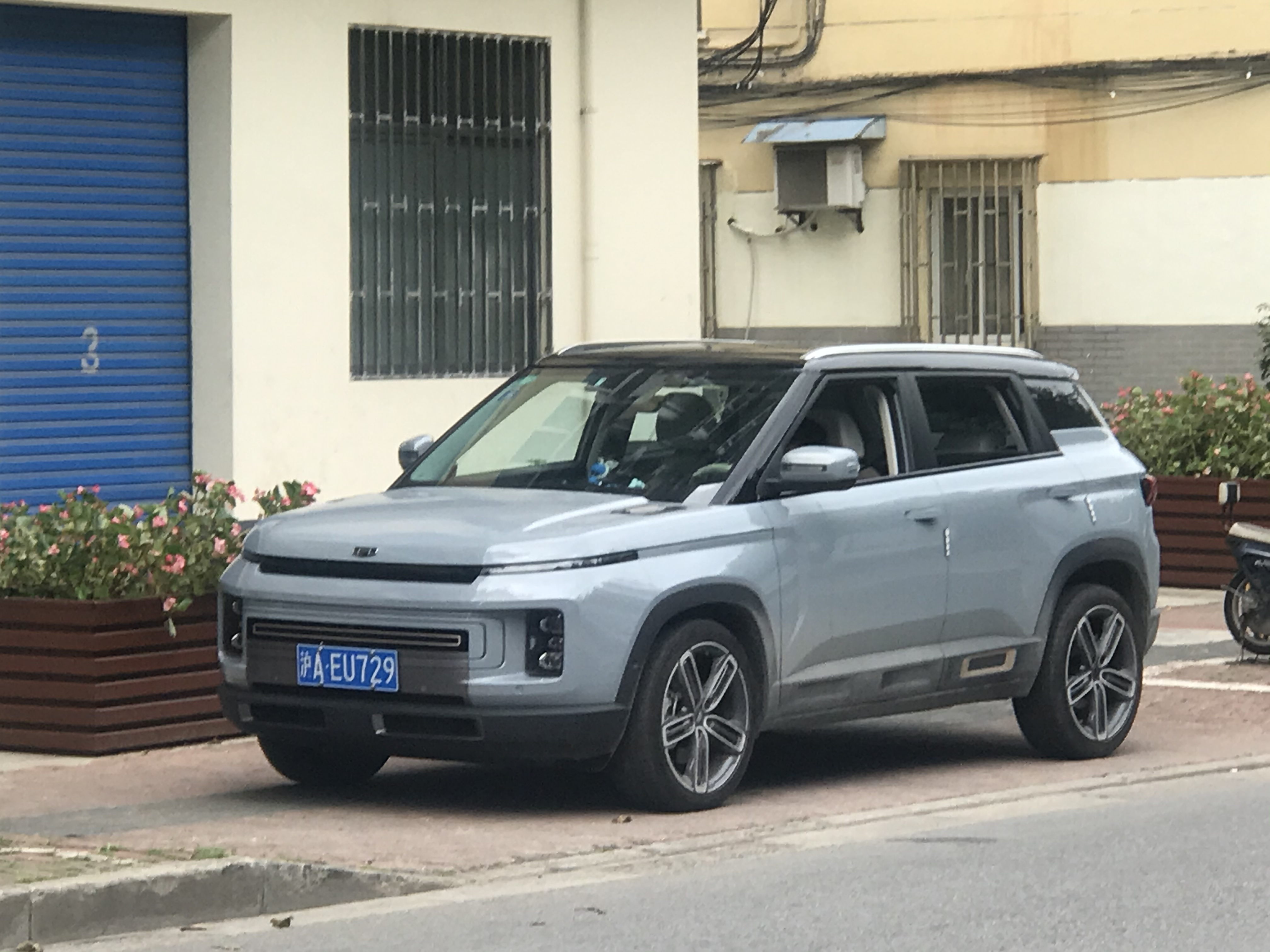
Geely ICON.
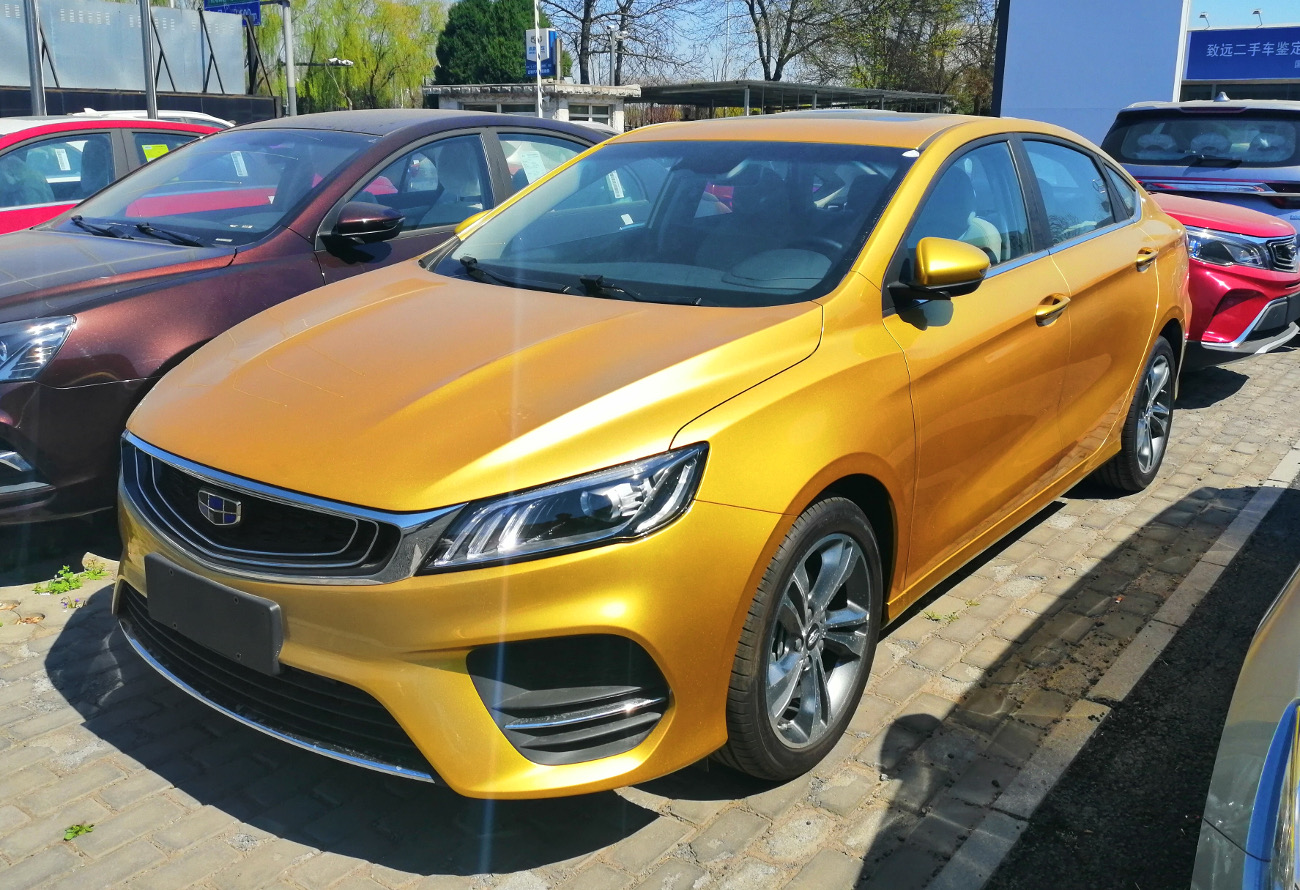
Geely Binrui.
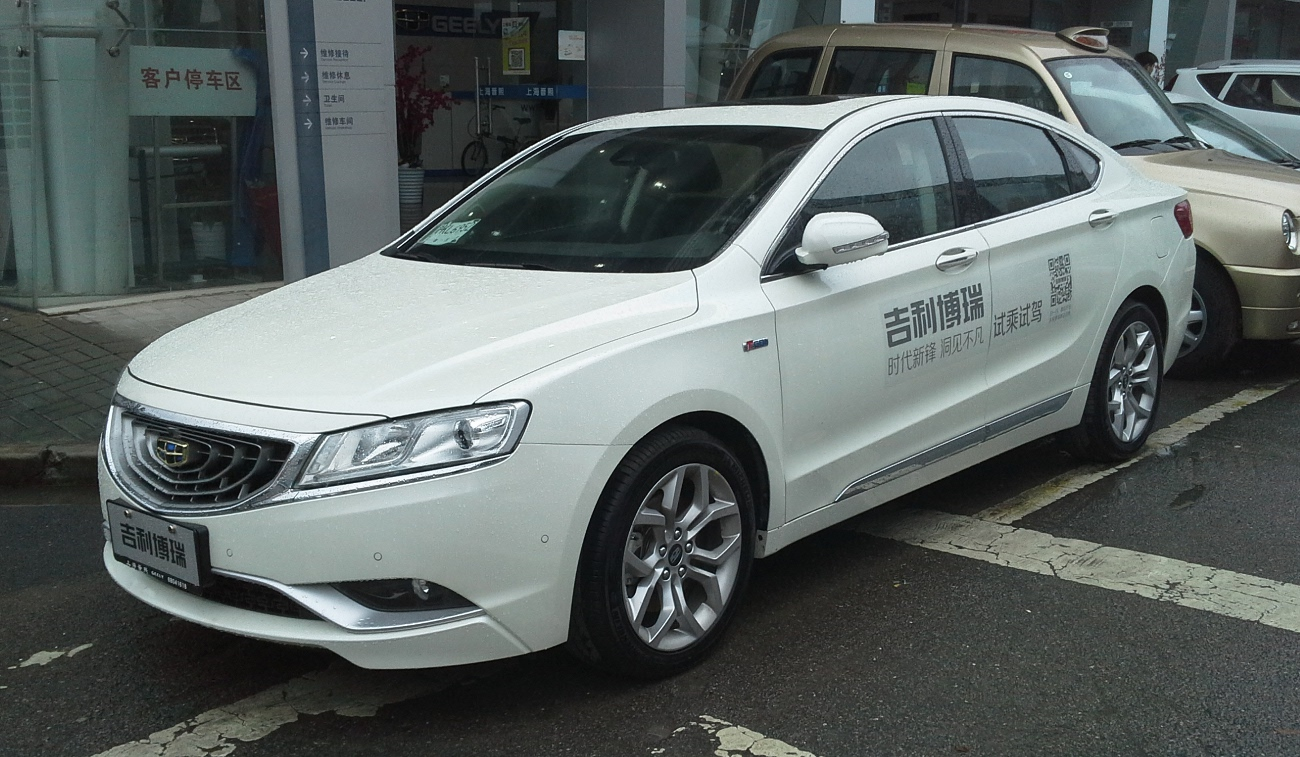
Geely Borui.
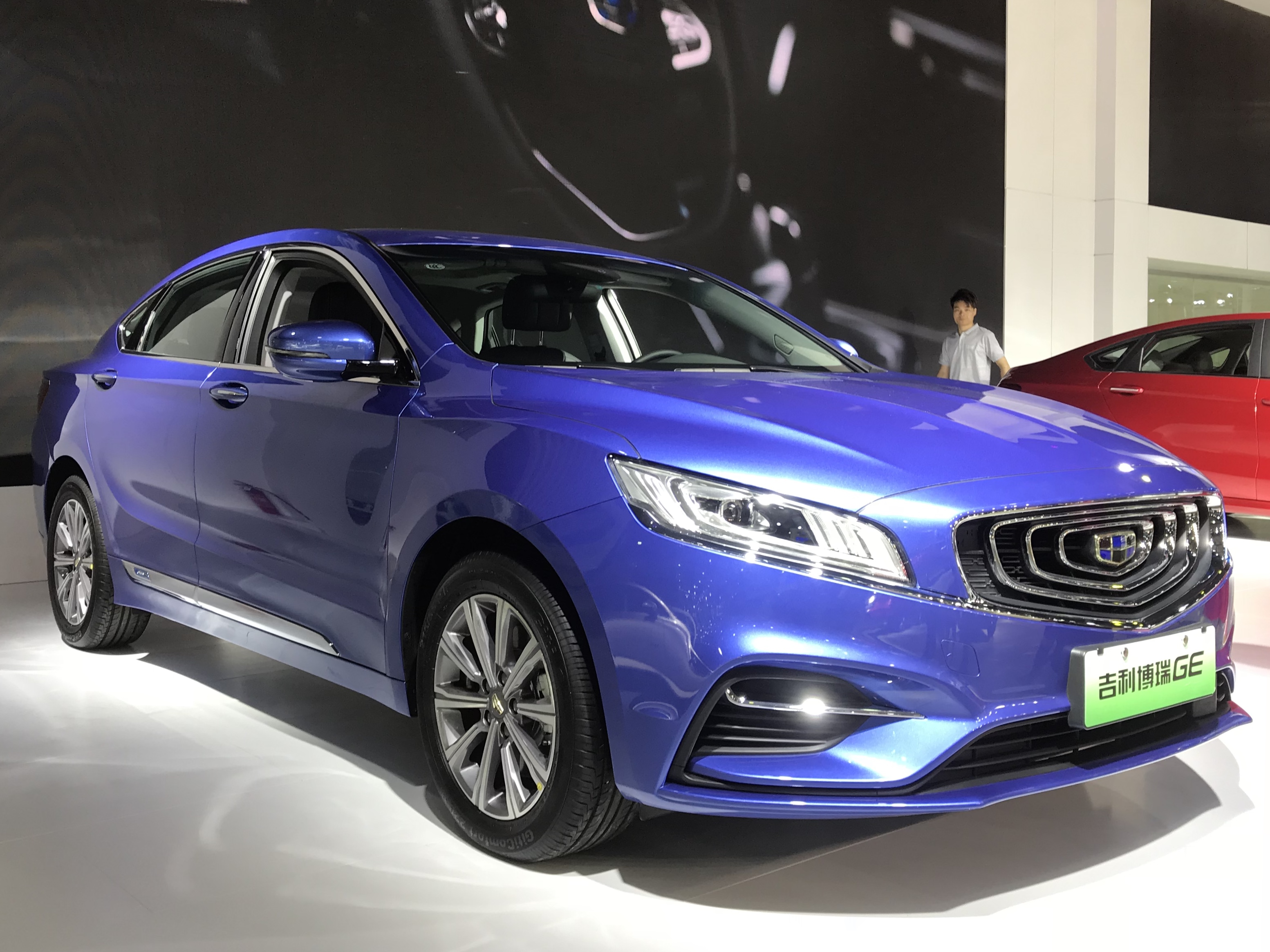
Geely Borui GE.
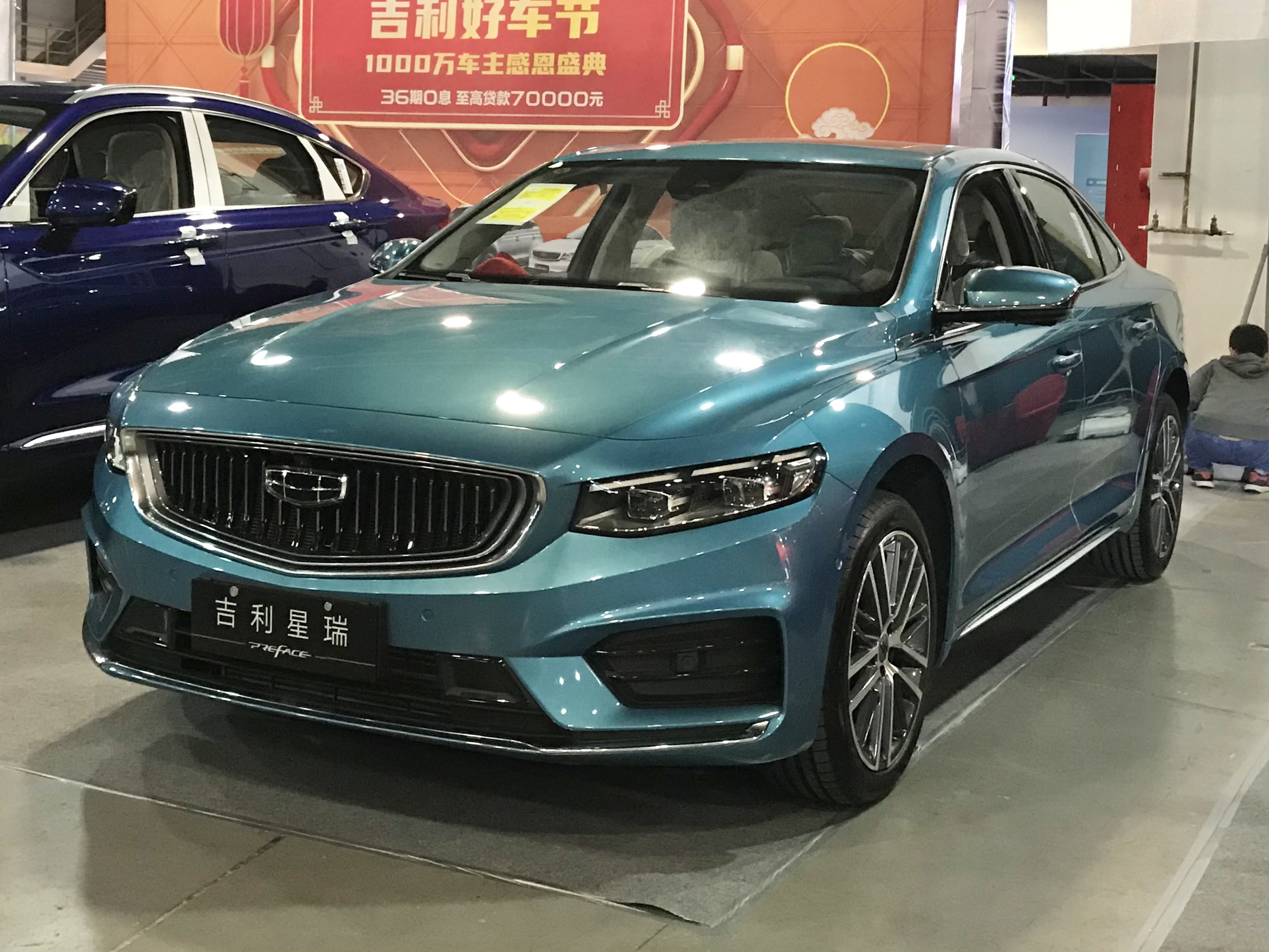
Geely Xingrui.
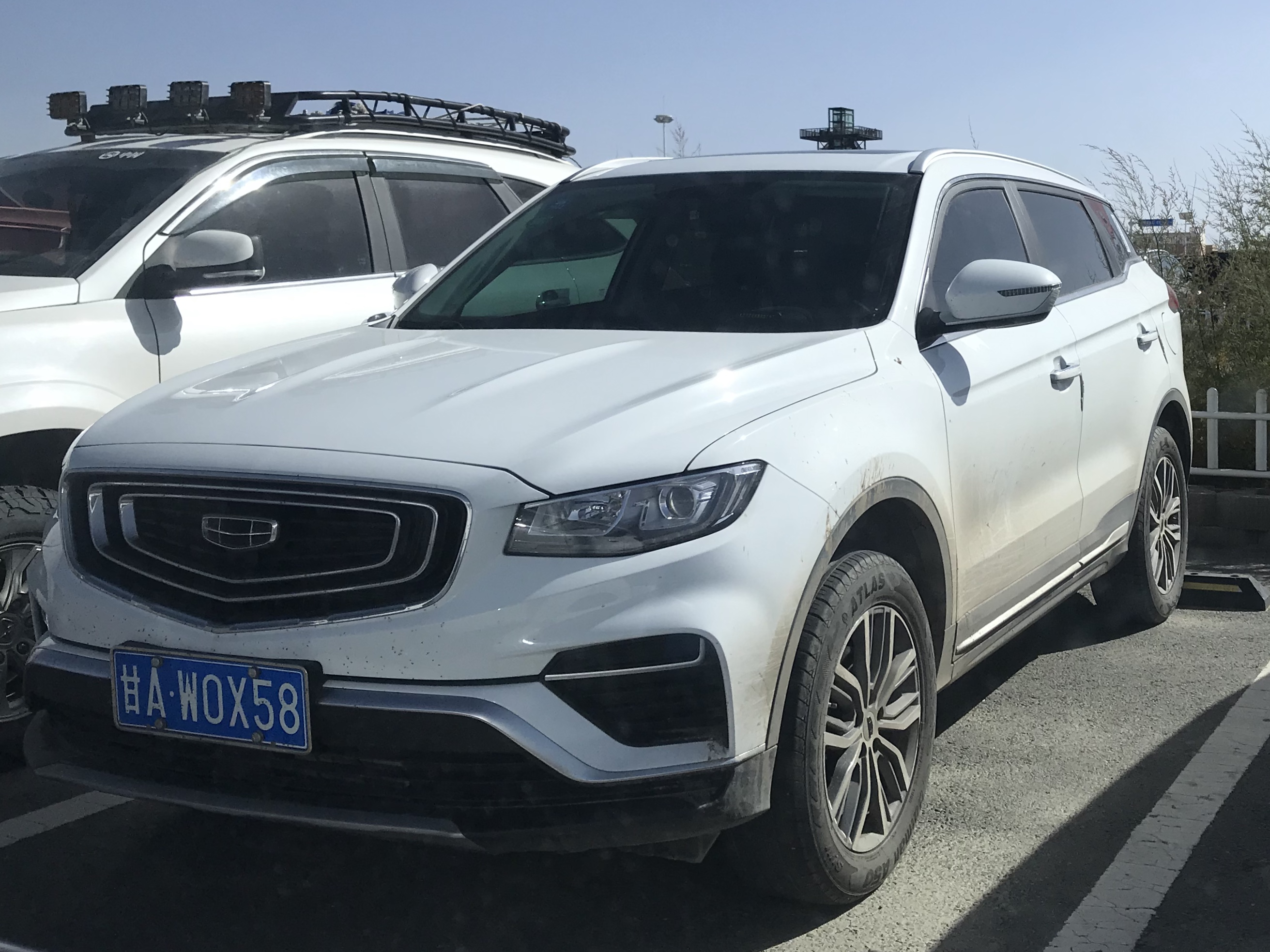
Geely Boyue Pro.
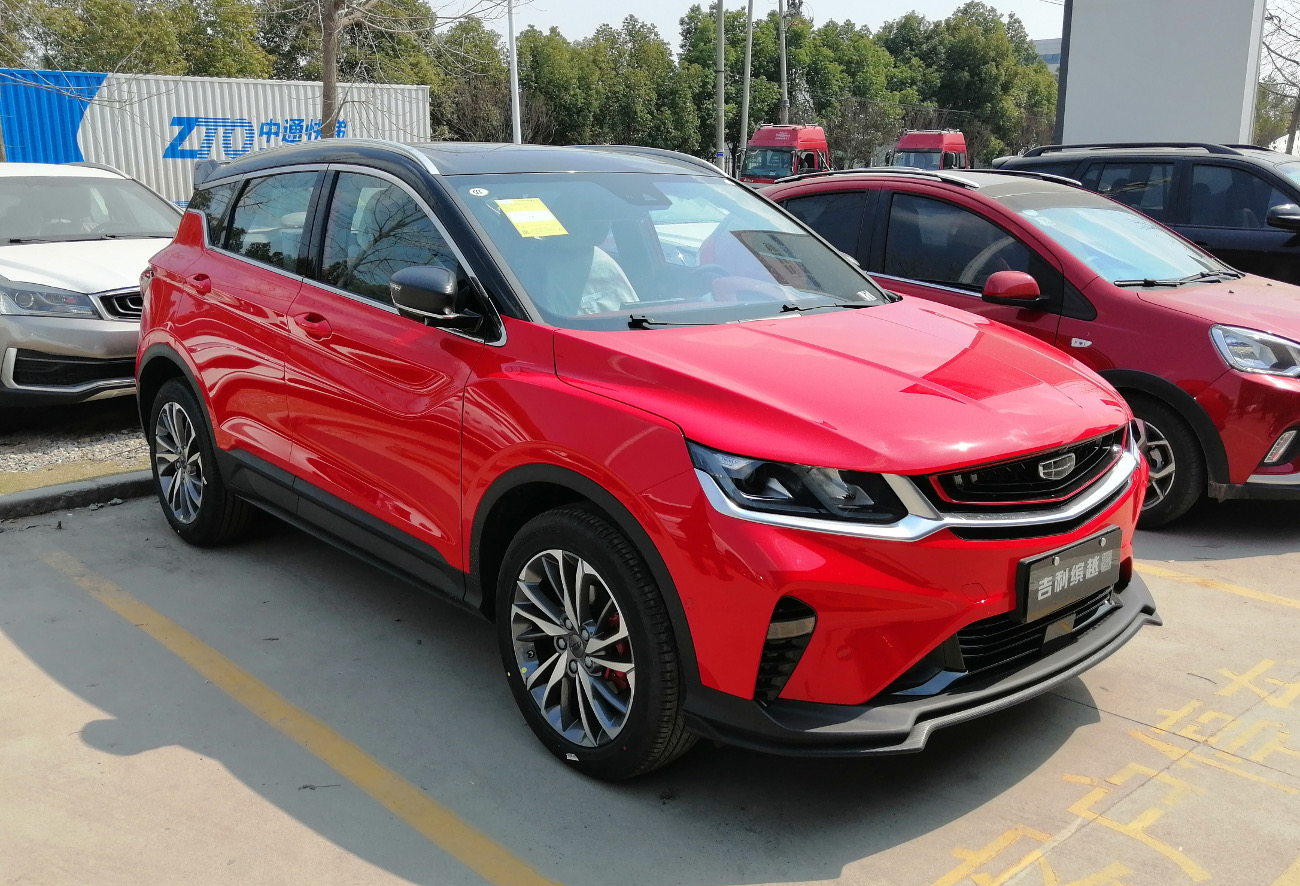
Geely Binyue.
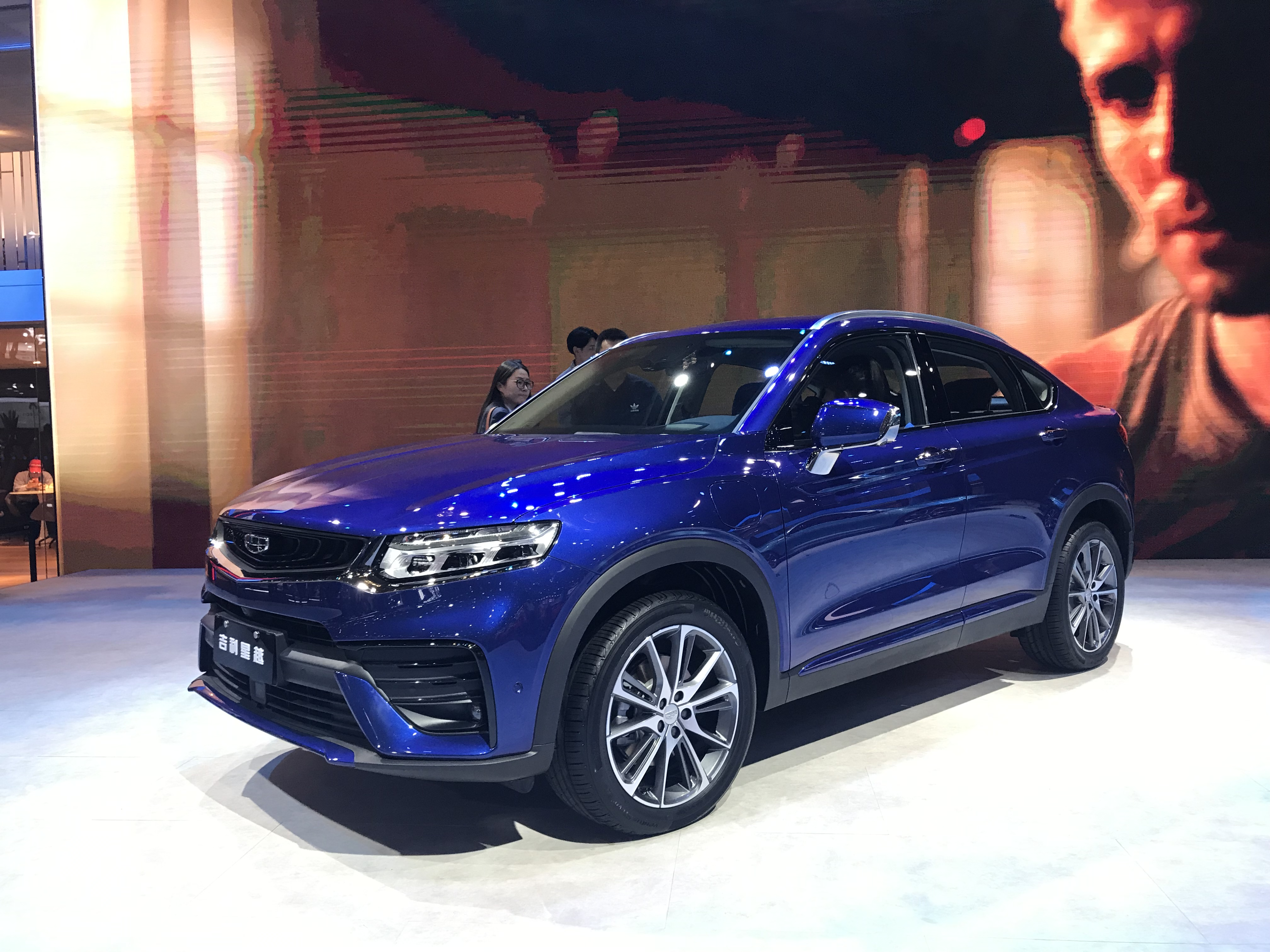
Geely Xingyue.
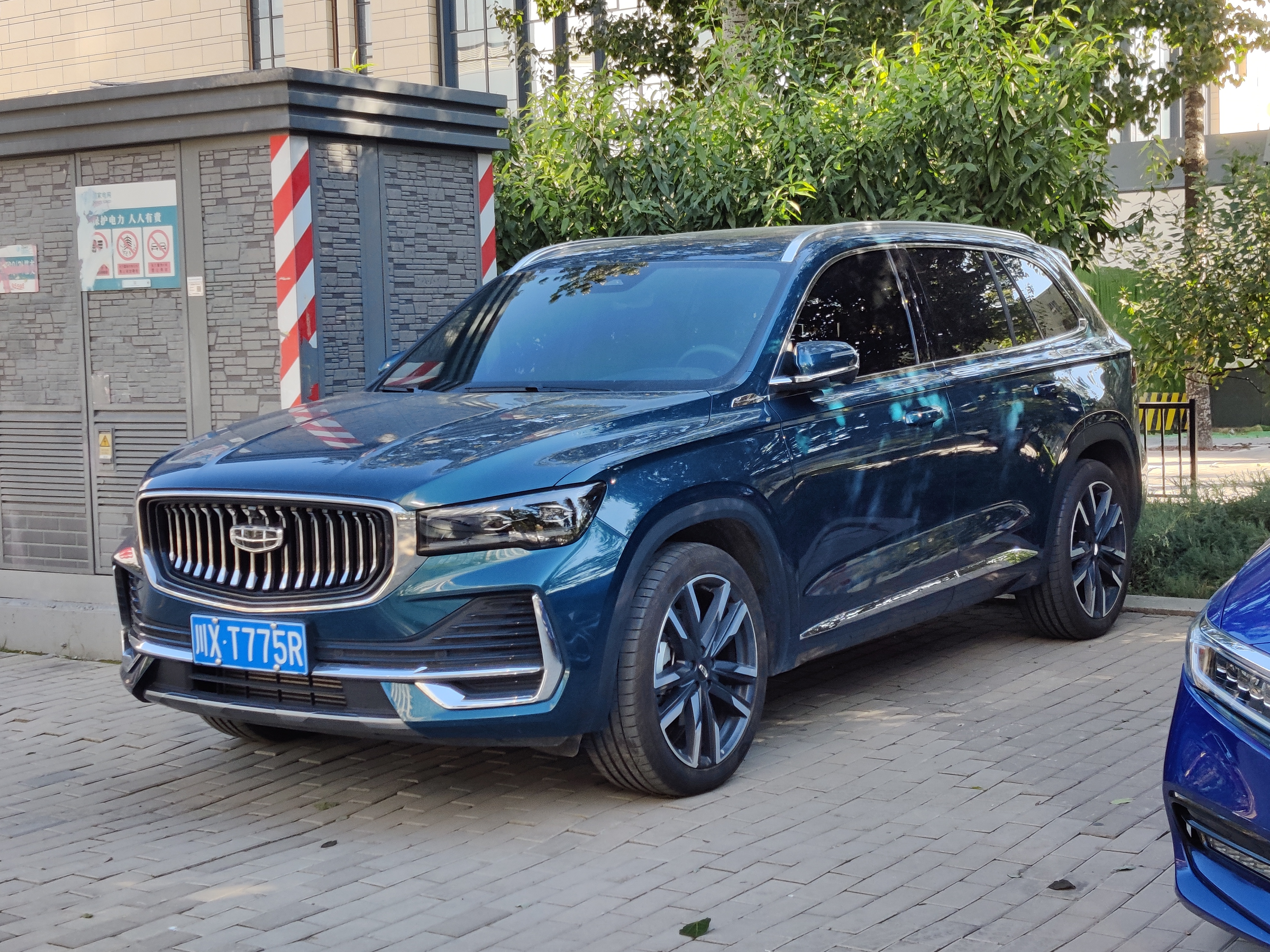
Geely Xingyue L.
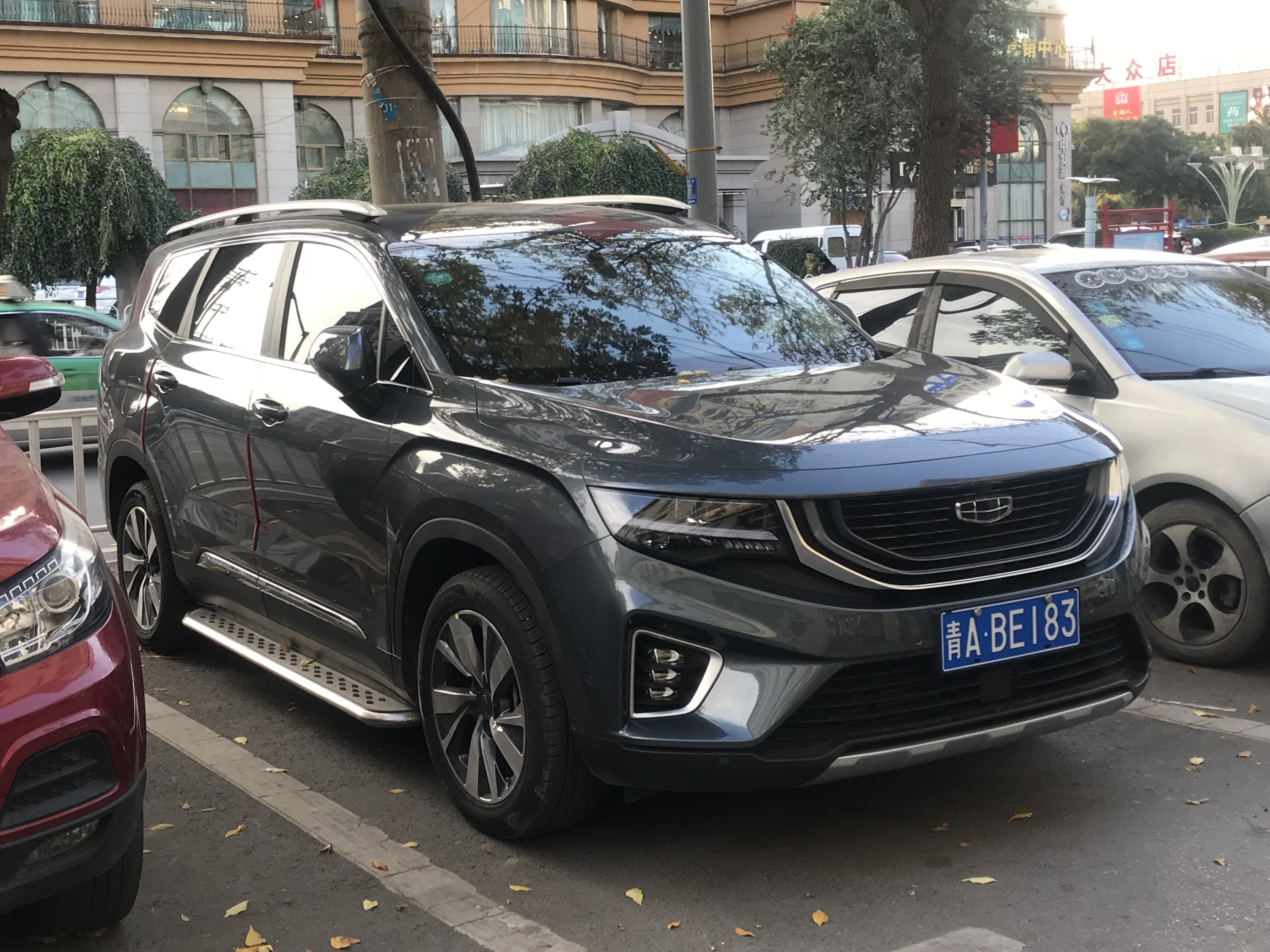
Geely Haoyue.
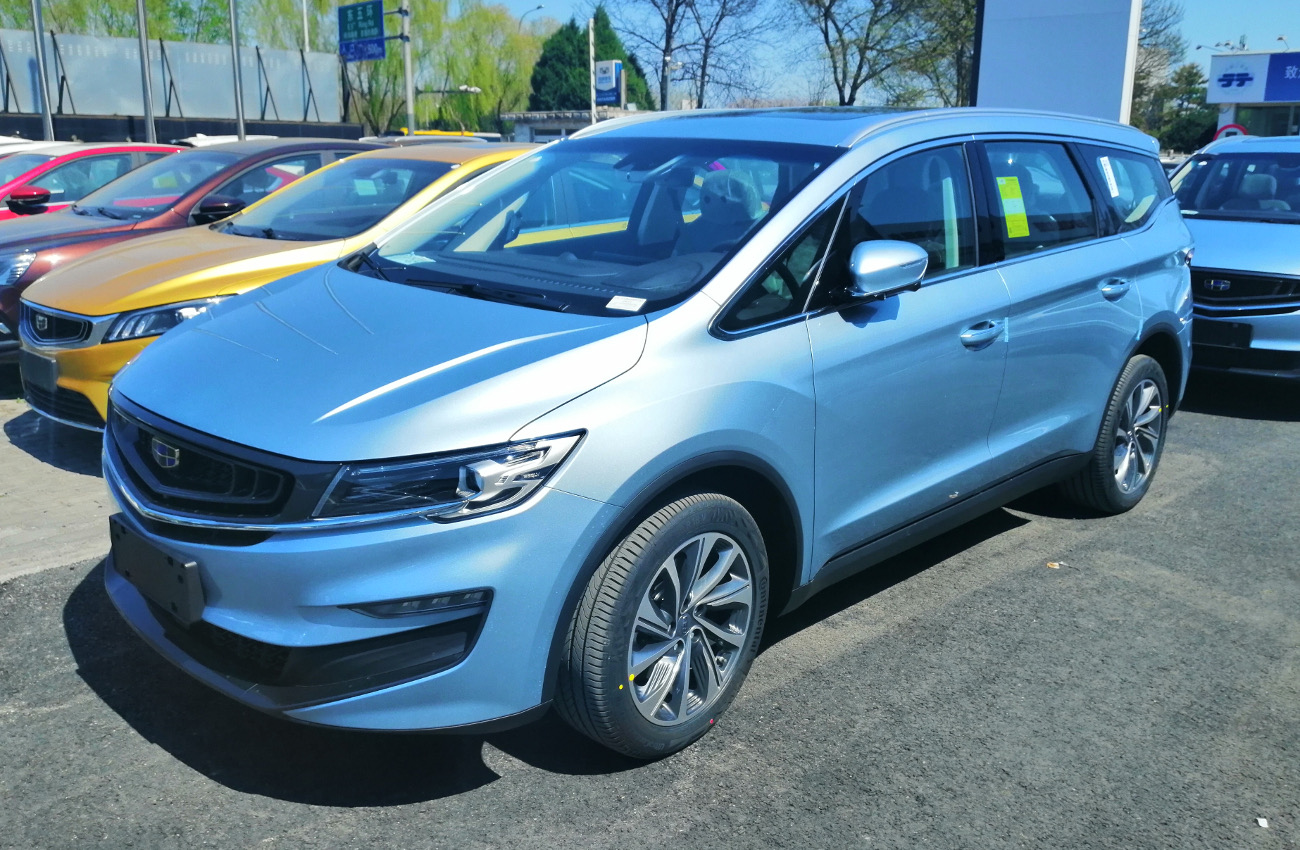
Geely Jiaji.
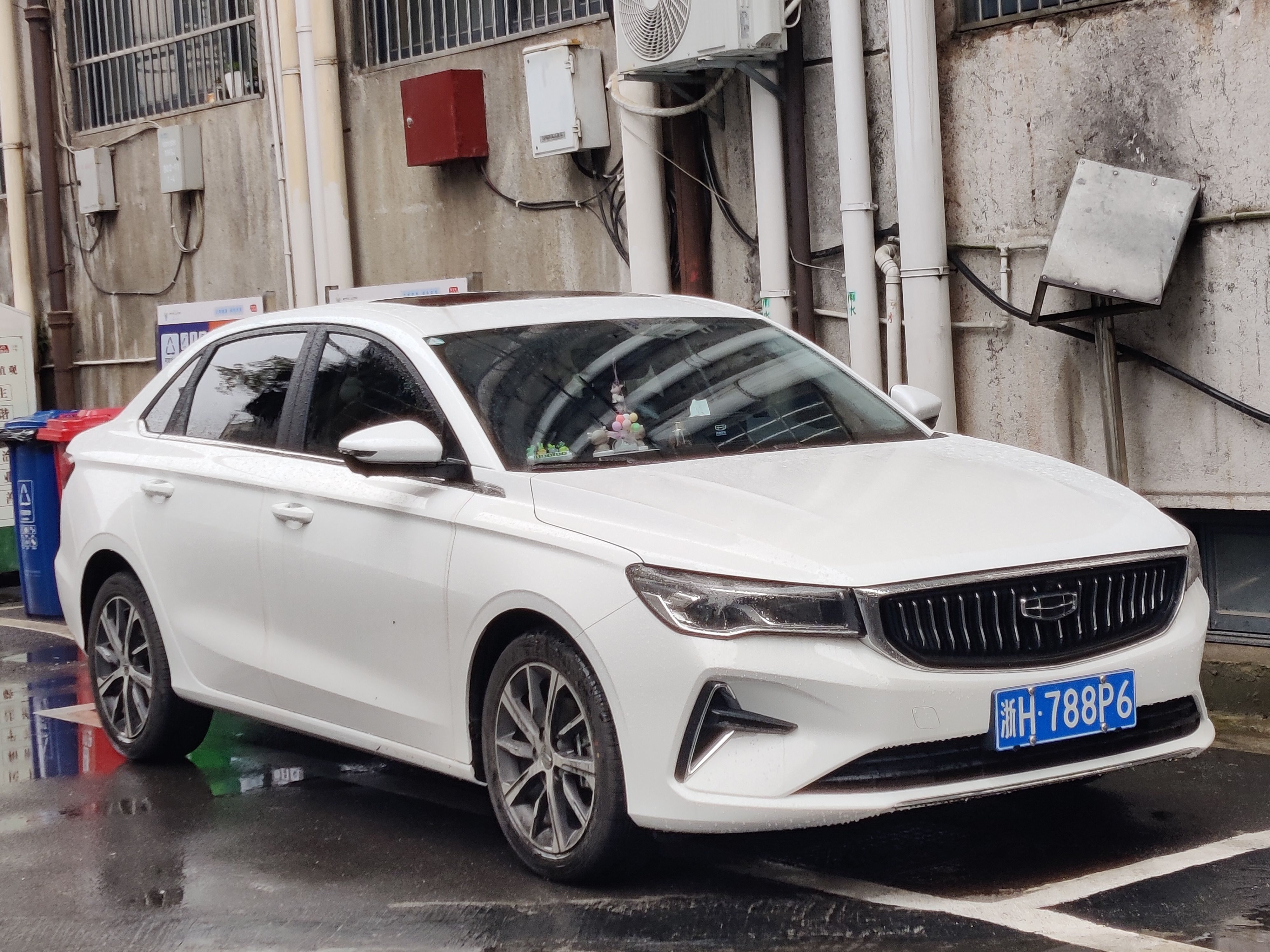
Geely Emgrand berline.
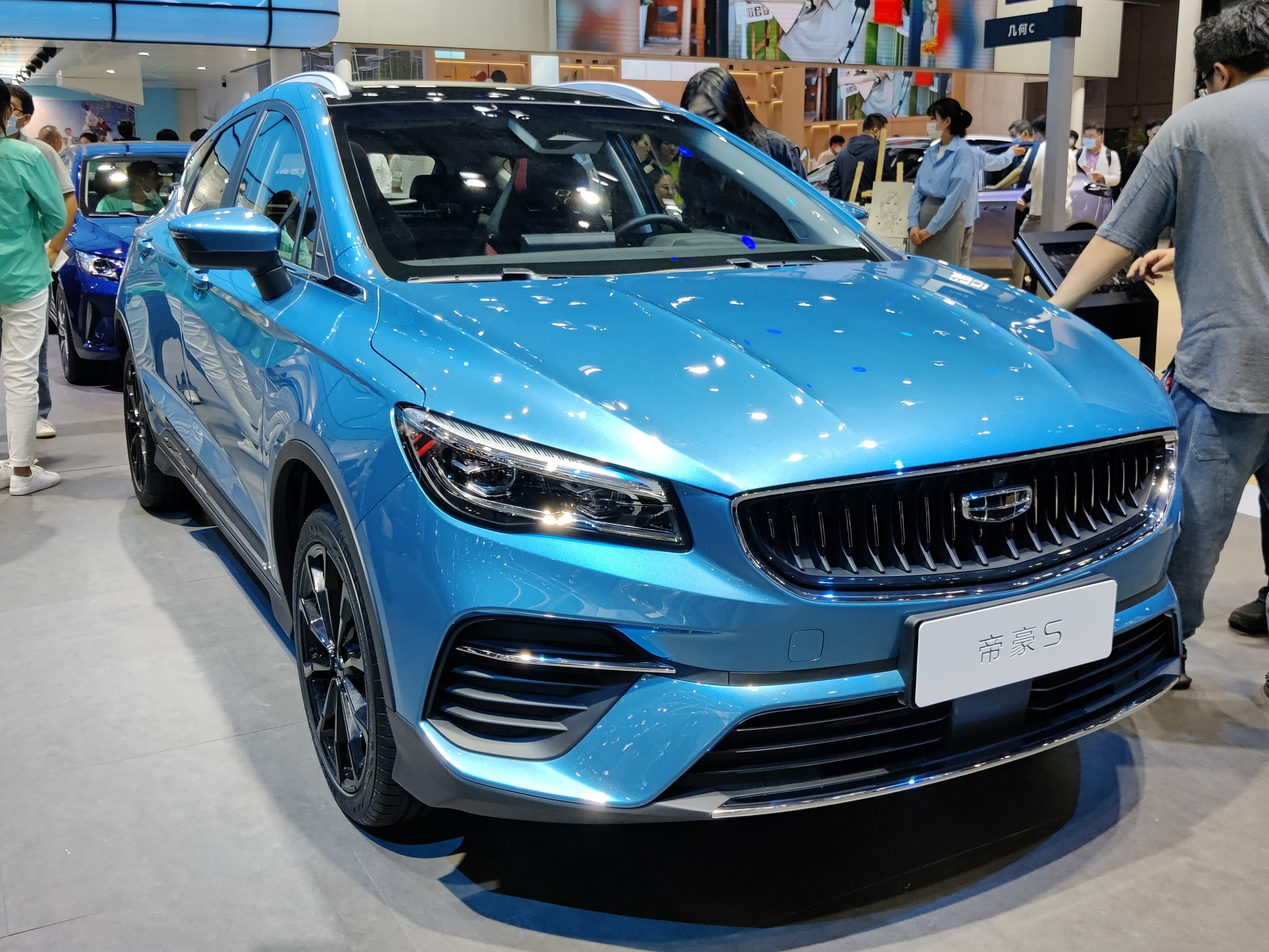
Geely Emgrand S (Emgrand GS).
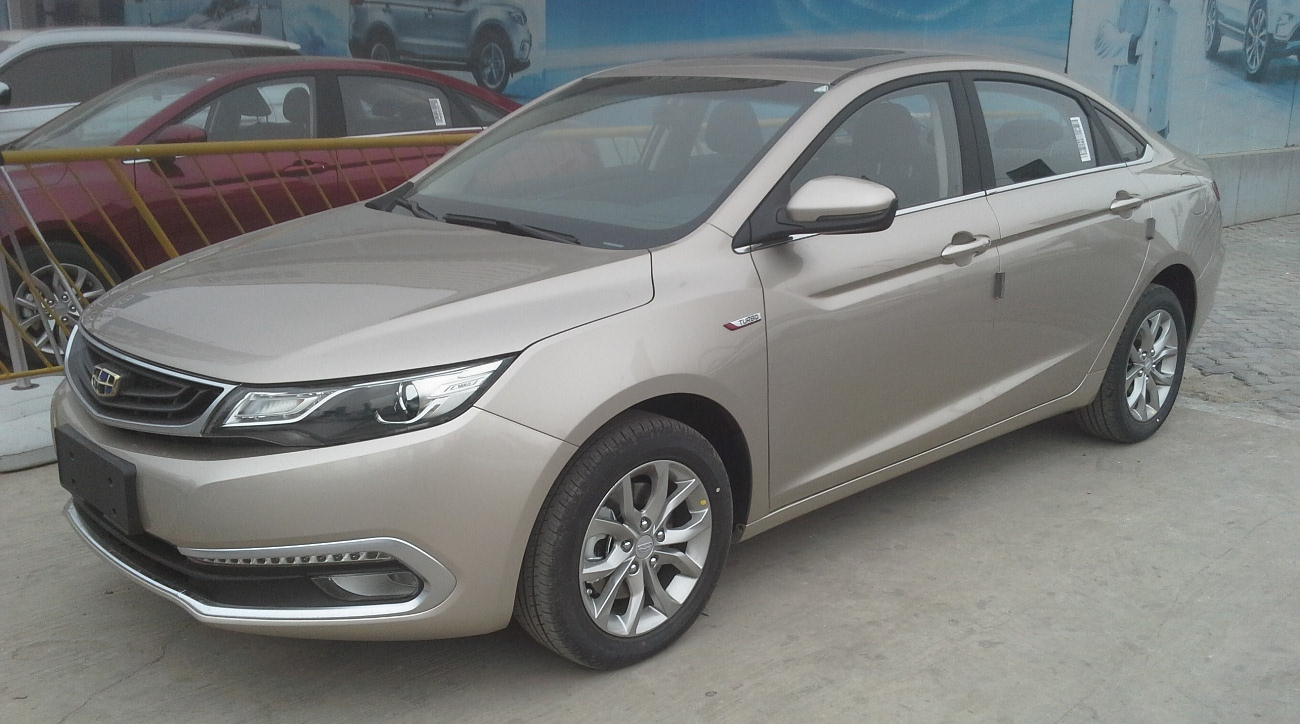
Geely Emgrand GL.
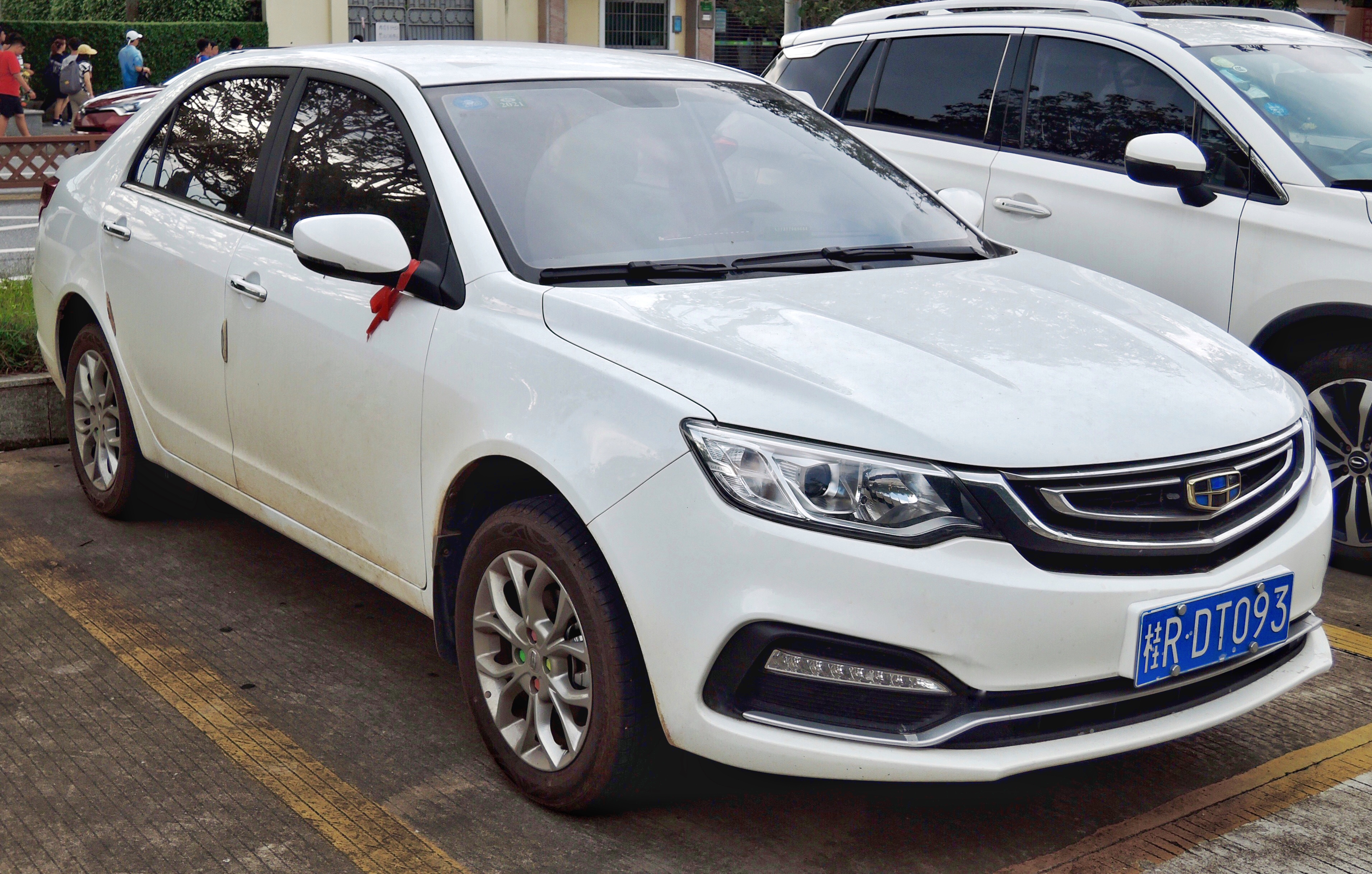
Geely Yuanjing berline.
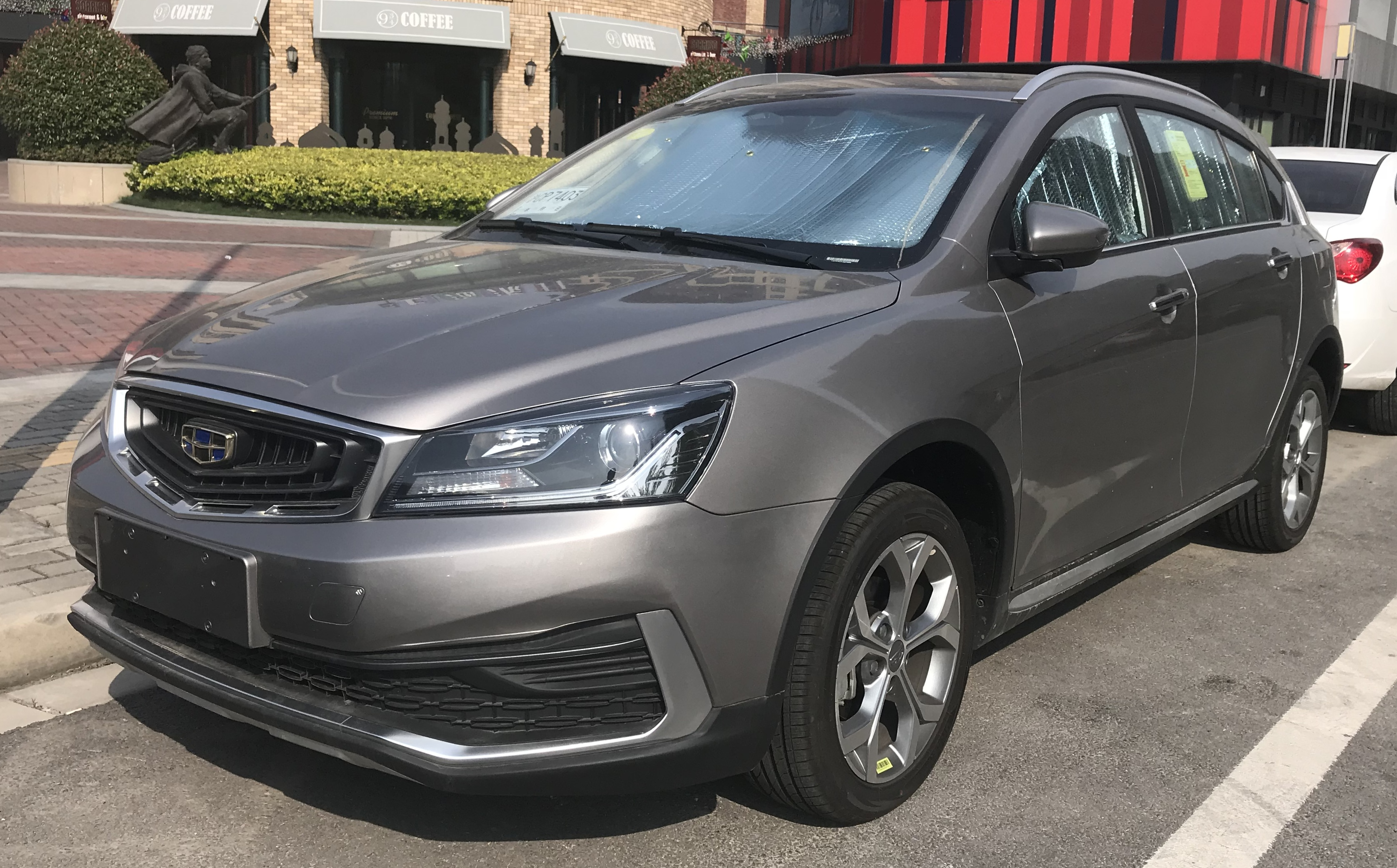
Geely Yuanjing S1.
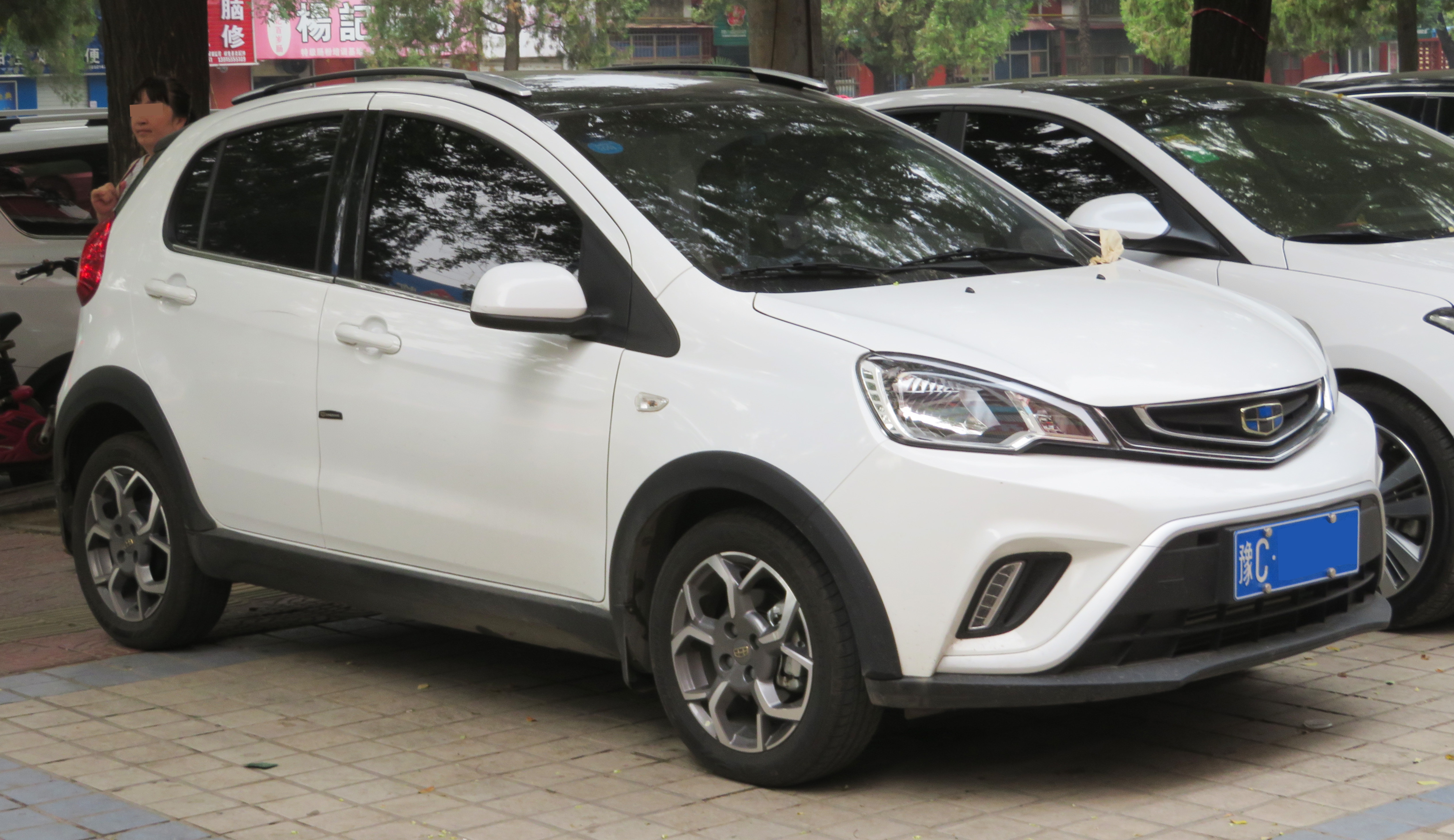
Geely Yuanjing X1.
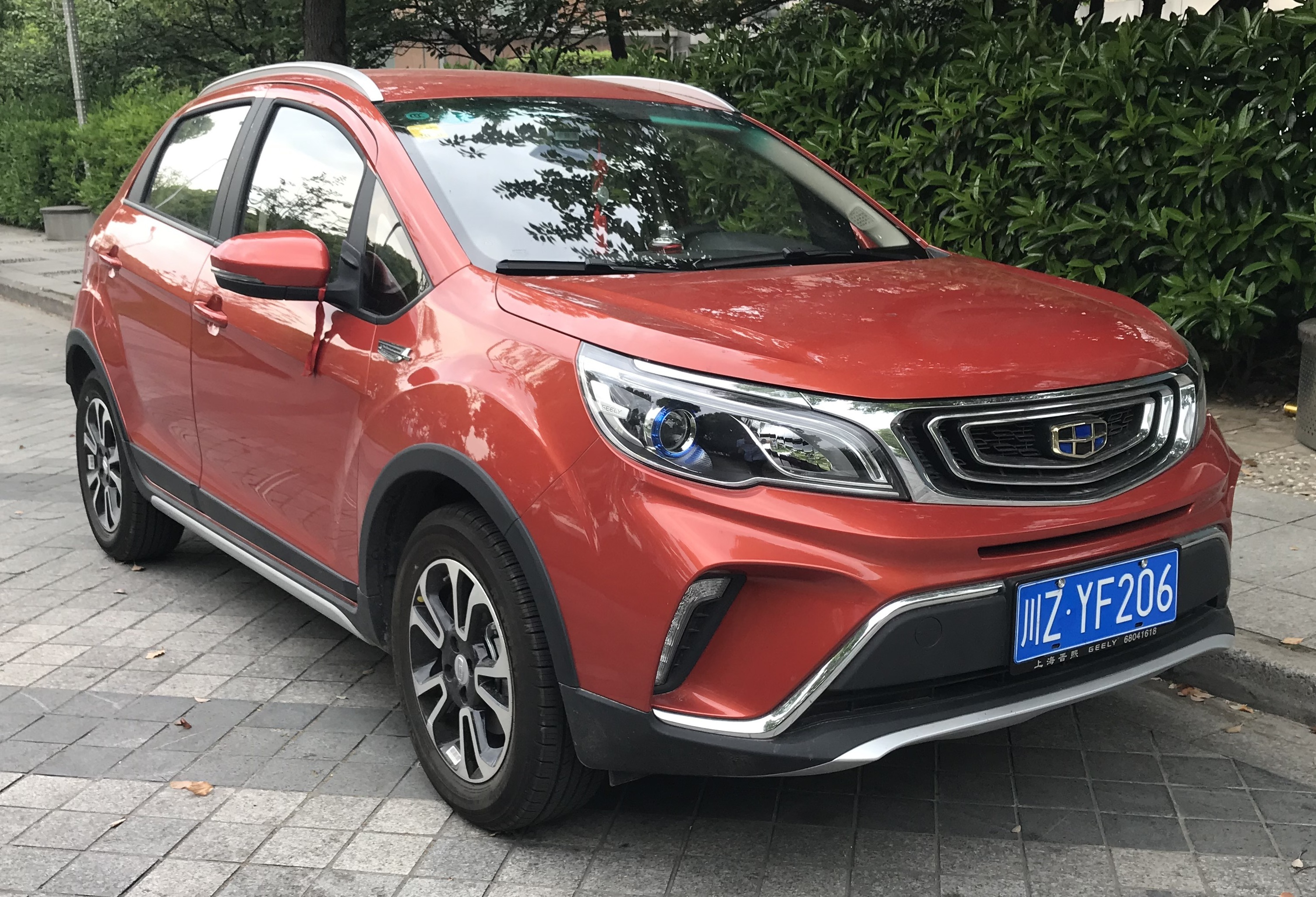
Geely Yuanjing X3.
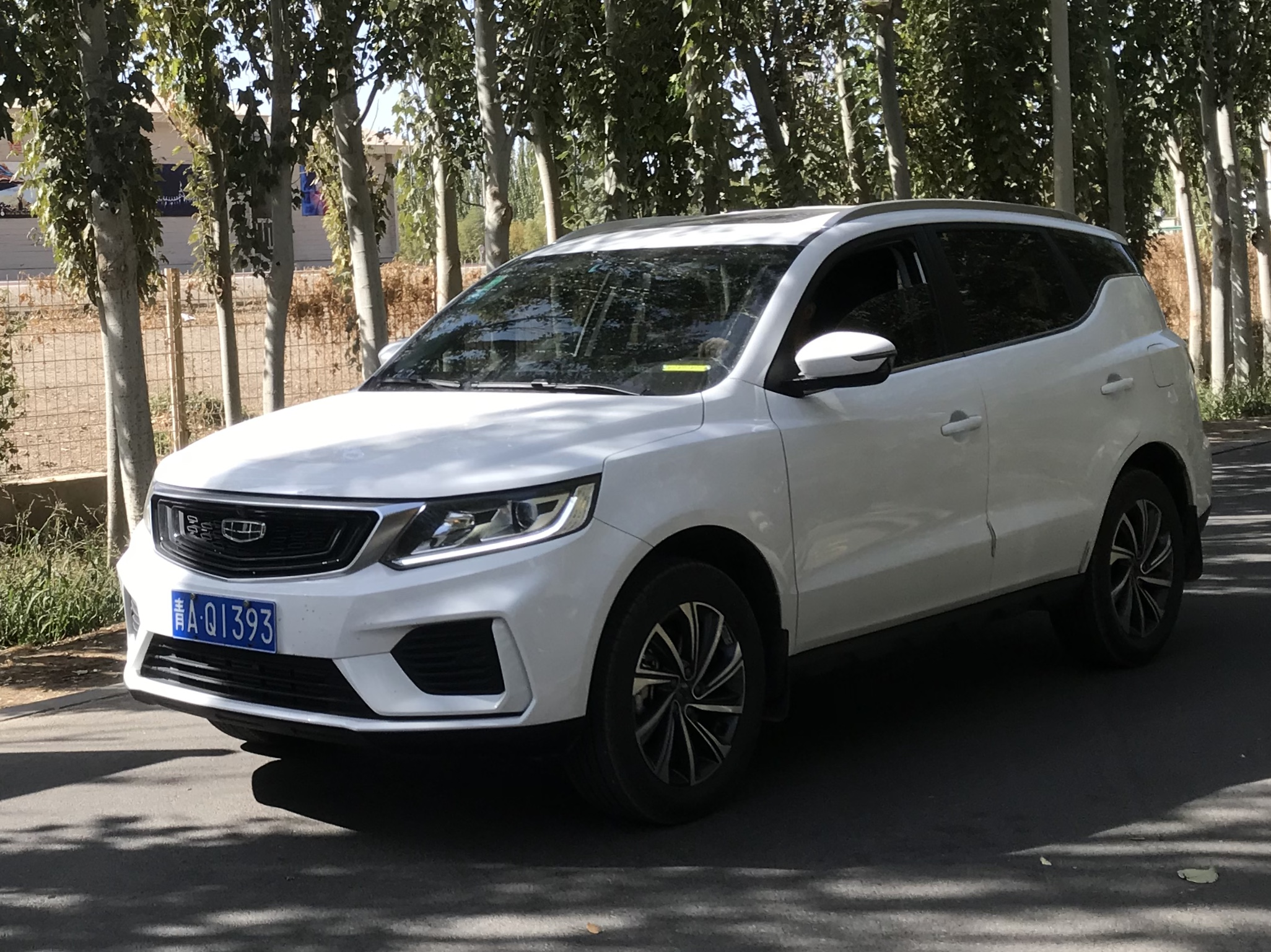
Geely Yuanjing X6.